# Xénophane
Xénophane, en grec ancien : Ξενοφάνης (né vers 570 av. J.-C. à Colophon en Ionie, mort vers 475 av. J.-C.) est un philosophe présocratique, poète et scientifique grec.
Exilé de Colophon tombé sous la domination perse, il semble avoir émigré en Sicile et s'être réfugié d'abord à Zancle et à Catane, avant de se rendre à Élée, où il fonde probablement l'école éléatique. Les données attestées ne permettent pas de déterminer s'il mourut à Élée, ou s'il retourna finalement à Colophon.
Il s’oppose fortement à l’anthropomorphisme et s’applique à démontrer l’unicité divine. Ses concepts philosophiques se retrouvent également chez Parménide dont il fut le maître ou l’élève, cette dernière hypothèse étant favorisée par les spécialistes. Seuls quelques fragments de ses poèmes ont subsisté ; ils ont été recueillis par Hermann Diels dans son ouvrage de référence Die Fragmente der Vorsokratiker (1903).

## Biographie et œuvres
Fils de Dixios ou d’Orthomène de Colophon, Xénophane aurait été vendu comme esclave par un riche citoyen, le pythagoricien Parmicos de Métaponte. En raison de l'invasion de l'Asie Mineure par les Mèdes qui provoqua la chute de Colophon, Xénophane passa près de soixante-dix ans dans le monde grec occidental, visitant de multiples cités sans trouver de foyer, et restant solitaire. Il fut reçu cependant à la table des riches et des grands, comme le montre l'anecdote de sa conversation avec le tyran Hiéron de Syracuse. Tout en vagabondant à travers la Grèce, il récitait ses poèmes, que le public admirait, et on écoutait ses enseignements avec un intérêt passionné. Employant la langue d'Homère qui était panhellénique à cette époque, Xénophane réalisait ainsi son vœu que ses poèmes fussent compris de l'ensemble de la Grèce. Il apparaît d'ailleurs comme un pionnier par le fait d'avoir présenté ses raisonnements philosophiques sous forme de poèmes.
 Les dates relatives à la période où il vécut restent très discutées, et la plupart des ouvrages qu'il aurait écrits ont été malheureusement perdus. On doit se contenter de quelques textes pour toute base d'études afin d'approcher Xénophane, dont l’irremplaçable traité d'Aristote intitulé De Mélissos, de Xénophane, et de Gorgias, qui se révèle être en la matière l'ouvrage le plus complet, le plus important et sans doute même le seul en mesure d’exposer clairement l'ensemble des doctrines de Xénophane, et espérer ainsi pouvoir mieux saisir les pensées de ce philosophe. Bien que l'œuvre et la pensée de Xénophane soient difficiles à appréhender faute de texte rédigé par lui-même encore en notre possession, Xénophane ne peut être pour autant négligé par l'histoire de la philosophie, notamment en raison de l'importance qu'on lui prête au sein de l'école d'Élée. Les sources divergent cependant à cet égard, certains font de Xénophane le fondateur de l'école, ce que Platon dément, en faisant remonter la création de l'école bien avant lui dans le Le Sophiste. De même, à suivre l'avis d'Aristote, Parménide fut son disciple tandis que Théophraste affirme, quant à lui, dans son Abrégé, que Parménide fut le disciple d’Anaximandre, et non pas de Xénophane. Selon le Livre de la Vieillesse de Démétrios de Phalère et Du Calme de Panétios de Rhodes, il enterra ses enfants de ses propres mains, comme Anaxagore.

## Doctrine philosophique
On sait par Diogène Laërce que Xénophane combattit avec vigueur les doctrines des physiciens ioniens, en particulier les systèmes d'Épiménide et de Thalès, ainsi que le système de Pythagore. Il a attaqué les idéaux culturels à la mode qui se répandaient à travers l'enseignement des œuvres d'Homère et d'Hésiode : c'est la raison pour laquelle il prit Homère pour cible privilégiée de ses attaques car « tous, dès l'origine, ont appris d'Homère », écrit-il. Il s'est ainsi efforcé de créer une culture nouvelle,.

### Sur la divinité
Xénophane prône l'abandon du polythéisme et de la conception anthropomorphique des dieux, auxquels on a attribué tous les actes honteux. Dans des satires d'un genre nouveau appelées « silles » (en grec ancien σίλλοι), Xénophane se livre à une fine critique des croyances polythéistes des poètes grecs anciens et de ses contemporains. On voit, à travers Clément d'Alexandrie qui cite Xénophane, combien il raille l'anthropomorphisme naïf dans la conception des dieux : Si les bœufs et les lions avaient des mains et pouvaient peindre comme le font les hommes, ils donneraient aux dieux qu'ils dessineraient des corps tout pareils aux leurs, les chevaux les mettant sous la figure de chevaux, les bœufs sous la figure de bœufs. Ces critiques contre les récits traditionnels sur les dieux étaient destinées à être récitées dans les banquets, preuve que le symposion grec primitif avait des tendances éducatives. Platon, profondément influencé par Xénophane, reprend cette attaque contre la théologie homérique dans les livres II et III de La République. Xénophane va jusqu’à recommander de substituer à ce polythéisme une divinité unique, non humaine, principe de l'union de tous les phénomènes dans l'univers ; ce dieu unique dirige tout l'univers par l'effet de sa seule pensée, tout en demeurant parfaitement immobile. Il loue ensuite le philosophe d'avoir fait les dieux incorporels et d'avoir dit qu'unique et tout puissant, souverain des plus forts, un dieu ne ressemble à nous ni d'esprit ni de corps ; que les humains, en faisant les dieux à leur image, leur prêtent leurs pensées, leurs voix et leurs visages. Avec des idées si hautes et si justes sur le dieu, Xénophane s’irritait contre les poètes, qui selon lui abaissent la majesté divine, et qui, comme Homère et Hésiode, n'hésitent pas à attribuer aux dieux tout ce qui est déshonorant parmi les hommes : le vol, l'adultère, le mensonge, la trahison,,. Aristote parle des opinions de Xénophane ; dans sa Poétique, il rappelle que le philosophe blâmait les idées que le vulgaire se faisait des dieux,. Xénophane affirmait donc l'existence d'un dieu unique, sphérique, immobile. En même temps, il rappelle que cette réalité ultime ne peut pas être connue avec certitude par les êtres humains dont la connaissance de la réalité se limite aux conjectures ou opinions.

### Sur l'univers
Xénophane, comme les autres penseurs grecs, proposa une conception du monde, une cosmologie, des explications des phénomènes de la nature. Concernant l'univers, Xénophane semble avoir suivi, ou à tout le moins écouté, l'enseignement d'Anaximandre et paraît être instruit de la cosmologie des Milésiens. Selon Xénophane, en effet, tous les événements qui surviennent dans l'univers, arcs-en-ciel, vents, pluies, nuages, sont dus à des causes naturelles. Dans leur ensemble, les êtres vivants ont pour origine les deux éléments primordiaux : « Tous nous provenons de la terre et de l'eau », et tout retourne en définitive à la terre. L'opinion, pour être déjà dans les propos de Ménélas, est ancienne, : c'est à partir d'eau et de terre que Prométhée a façonné l'homme, d'après la Théogonie d'Hésiode.
Pour Xénophane, la Terre plate était infinie et ne flottait ni sur l’eau comme le prétendait Thalès, ni dans le vide comme le voulait Anaximandre, elle n'avait pas de limites, ni sur les côtés, ni en dessous et s'étendait à l’infini dans la direction du bas. Les astres, Soleil, comètes, planètes, étaient des nuées incandescentes. Le mouvement des astres était rectiligne, donc les astres que l’on voyait n’étaient jamais les mêmes. Chaque soir, ils s'éteignaient dans la mer ou le désert et il y avait, par le fait même, une infinité de soleils différents.
Selon lui, le monde était issu de la terre et retournerait un jour à la terre. Pour l’instant, il était fait d’un mélange de terre et d’eau avec des états intermédiaires constitués de boue. Pour prouver les imbrications d’un de ces éléments dans l’autre, il eut l’idée de faire référence aux fossiles de plantes, coquillages et poissons trouvés près de Syracuse.
Cicéron parle des opinions de Xénophane ; il dit que Xénophane soutient que tout ce qui existe ne forme qu'un seul être, que cet être est immuable, qu'il est divin, qu'il n'a point commencé, qu'il est éternel et de forme sphérique. Ces considérations ne doivent pas être envisagées sous le seul angle de leur valeur scientifique, ce qui est important, ici, c'est plus la nature du problème que Xénophane s'est posé que les explications qu'il propose en guise de réponse. Xénophane attribuait la présence des coquilles pétrifiées que l'on trouve loin de la mer et des empreintes de poissons dans les carrières de Sicile à ce que la mer avait recouvert autrefois les continents. Selon Cicéron, Xénophane affirme qu'il y a des habitants sur la Lune et que c'est une terre couverte de villes et de montagnes.
D’après Platon, tout comme Xénophane, Socrate rejetait les mythes qui faisaient de Zeus et des autres dieux des personnages immoraux et dévergondés. Théophraste affirme dans Opinions des Philosophes (Φυσικῶν Δόξαι) que Xénophane disait le Soleil formé par la réunion d'étincelles provenant des exhalaisons humides.
Concernant le savoir humain et la civilisation, Xénophane proclame le génie créateur de l'homme : à l'origine de la civilisation, il y a l’homme et lui seul, et non pas un don accordé par les dieux. Il affirme qu'il est possible de se rapprocher graduellement de la vérité : « Les dieux n’ont pas révélé aux mortels les choses cachées dès le commencement, mais en cherchant, ceux-ci avec le temps trouvent le meilleur. » Il introduit ainsi la distinction épistémologique fondamentale entre le monde de l'apparence et le réel, distinction reprise et accentuée notamment par Parménide.

### Sur le réel et les apparences
Xénophane a ouvert par ailleurs un nouveau thème de réflexion très important en constatant que « si dieu n’avait pas créé le miel, les hommes trouveraient les figues bien plus sucrées. » Il posait ainsi par cette phrase un doute sur ce que nous voyons et ce que nous entendons ; il disait, de cette façon imagée, que nos sensations varient selon le moment, selon que nous avons goûté du miel auparavant ou non, et enfin qu'elles varient également d’un observateur à l’autre, l’un trouvant chaude une eau qu’un autre qui a de la fièvre, trouvera froide. Il semble donc que pour Xénophane il y ait en chacune de nos sensations une part de relatif qui invite l'homme à distinguer la chose en elle-même du sentiment qu'on en a ; au-delà de cette réflexion, il pose la question de savoir si le monde que je perçois et qui m'entoure est bien tel que mes sens me le décrivent, question qui sera à l'origine de nombreux débats philosophiques ultérieurs. Xénophane est profondément pessimiste quant à la capacité de l'esprit humain à connaître le réel véritable et donc à opérer une nécessaire distinction entre la science et l'opinion, en grec doxa, terme qu'il est le premier à employer, et qui sera repris plus tard par Platon : « La vérité certaine, aucun homme ne l'a vue, et il n'y en aura jamais qui connaisse les dieux et tout ce dont je parle ; car même s'il réussissait pleinement à dire ce qui est vrai, il ne le saurait pas lui-même ; car sur toutes choses, c'est l'opinion [doxa] qui s'exerce ». » D’après Platon, tout comme Xénophane, Socrate rejetait les mythes qui faisaient de Zeus et des autres dieux des personnages immoraux et dévergondés.

### Sur une nouvelle conception de l’arété
Dans le grand poème du Banquet qui nous a été conservé dans le fragment 1 de ses œuvres, Xénophane décrit un symposion à la façon antique, au cours duquel il souhaite que s’exprime un profond sentiment religieux empreint de respect envers la divinité : il recommande la propreté, la pureté et la simplicité dans tous les aspects matériels de la cérémonie, et prône pour l’hymne à la divinité « des paroles empreintes de révérence et un discours pur », puis des sermons sur la vertu ou sur des actes nobles et justes et non pas le récit des combats des Géants, des Titans et des Centaures ; loin de la théologie de la Théogonie d'Hésiode ou de l’Iliade d'Homère, la piété proposée par Xénophane se fonde d'une façon plus pure sur la conscience des lois éternelles de l’univers. Durant ce symposium, des exemples ancestraux de courage viril étaient mis à l'honneur, or, pour Xénophane, la vérité philosophique pourrait devenir elle aussi le moyen de développer une véritable arété, terme grec pouvant se traduire par « excellence ».

De même, dans un autre poème, Xénophane s’élève contre la culture aristocratique traditionnelle qui considère l’arété (l'excellence humaine) comme réalisée dans l’idéal athlétique, exemplifié par des victoires olympiques. Alors que la cité rendait de vibrants honneurs au vainqueur de ces épreuves sportives, Xénophane s’insurge :

« Et pourtant, il ne l'a pas servi [sa patrie] comme je l’ai fait ; car notre sagesse est préférable à la force des hommes et à celle des chevaux ! C'est donc là une mauvaise coutume : il n’est pas juste de préférer la force à la sagesse. Car même si une cité compte parmi ses citoyens un bon boxeur ou un vainqueur à la lutte ou au pentathle, elle ne connaîtra pas pour cela un ordre meilleur (εὐνομίη) ; et une victoire à Olympie ne procure à la cité qu’une mince joie, car elle ne lui remplit pas ses greniers. »

Xénophane propose la sagesse (σοφία) comme « vertu intellectuelle » surpassant la vertu athlétique  de l’idéal traditionnel de virilité naguère chanté par Tyrtée, Il recommande qu'elle soit au cœur d'un nouvel idéal pour le bénéfice de toute la cité. Dans la République, Platon reprendra Xénophane en faisant de cette vertu de sagesse la plus haute vertu.